# Raúl Vasquez Arellano
Raúl Vasquez Arellano (28 febbraio 1935 – 12 ottobre 1997) è stato un calciatore messicano, di ruolo attaccante.

## Carriera
Con la nazionale messicana ha preso parte ai Mondiali 1954.

## Palmarès

### Club

#### Competizioni nazionali
- Coppa del Messico: 1

Guadalajara: 1962-1963